# Clube Recreativo Desportivo do Libolo
Clube Recreativo Desportivo do Libolo, besser bekannt unter der Abkürzung CRD Libolo, ist ein angolanischer Fußballverein aus dem Landkreis Libolo. Er ist in der Kreishauptstadt Calulo beheimatet und spielt im Girabola, der höchsten Spielklasse Angolas.

## Geschichte
Der Verein wurde am 15. August 1942 von Portugiesen in Libolo gegründet. Nach den Unabhängigkeitsbestrebungen und dem folgenden Angolanischen Bürgerkrieg (1975–2002) wurde der Verein 2006 neugegründet. Fußball, Basketball und Karate waren die praktizierten Sportarten. Noch im gleichen Jahr startete die Profi-Fußballmannschaft, in der zweiten Liga Angolas. Am Ende seiner zweiten Saison in der zweiten Liga 2007 stand der CRD auf dem zweiten Platz und stieg in die erste Liga auf, den Girabola. Seine erste Saison beendete der CRD dort 2008 mit dem dritten Platz.
2008 startete erstmals die Profi-Basketballmannschaft, und beendete seine erste Saison in der ersten Liga des Landes mit einem vierten Platz. Auch die Karateabteilung des CRD trat 2008 erstmals in der Landesmeisterschaft an, die sie auf Anhieb gewann. 2009 gewann der CRD die Karatemeisterschaft erneut, während er im Girabola und der ersten Basketballliga jeweils Vizemeister wurde.
2010 gewann der CRD zum dritten Mal in Folge den Landestitel im Karate, während die Basketballmannschaft Pokalsieger und erneut Vizemeister wurde. 2011, 2012 und 2014 gewann die Fußballmannschaft des CRD die Landesmeisterschaft. Mit den Siegen qualifizierte sich der Verein für die CAF-Champions-League-Wettbewerbe 2012 und 2013. Bei der CAF Champions League 2012 schied der CRD in der ersten Runde, und bei der CAF Champions League 2013 im Viertelfinale aus.
Die Vereinsfarben sind orange und blau.

## Stadion
Seine Heimspiele trägt der CRD Libolo im städtischen Estádio Municipal de Calulo statt. Das Stadion wird üblicherweise Estádio de Calulo genannt und bietet 5.000 Zuschauern Platz.

## CRD in den afrikanischen Wettbewerben
| Wettbewerb                 | Runde          | Gegner                       | Hinspiel | Rückspiel |
| -------------------------- | -------------- | ---------------------------- | -------- | --------- |
| CAF Confederation Cup 2009 | 1. Runde       | SOA Yamoussoukro             | 1:0 (A)  | 5:0 (H)   |
|                            | 2. Runde       | ES Setif                     | 0:4 (A)  | 5:1 (H)   |
| CAF Champions League 2010  | Qualifikation  | APR FC Kigali                | 2:2 (A)  | 0:1 (H)   |
| CAF Champions League 2012  | Qualifikation  | Orlando Pirates Johannesburg | 3:1 (A)  | 1:1 (H)   |
|                            | 1. Runde       | Sunshine Stars Akure         | 4:1 (H)  | 0:3 (A)   |
| CAF Champions League 2013  | Qualifikation  | Simba SC Dar-es-Salaam       | 1:0 (A)  | 4:0 (H)   |
|                            | 1. Runde       | Al-Merrikh Omdurman          | 2:1 (H)  | 2:1 (A)   |
|                            | 2. Runde       | Enugu Rangers                | 0:0 (A)  | 3:1 (H)   |
|                            | Gruppe B       | Esperance Tunis              | 1:0 (H)  | 2:3 (A)   |
|                            | Gruppe B       | Sewe Sport San-Pedro         | 1:3 (A)  | 2:2 (H)   |
|                            | Gruppe B       | Cotonsport Garoua            | 1:2 (A)  | 1:1 (H)   |
| CAF Champions League 2015  | Qualifikation  | SM Sanga Balende Mbuji-Mayi  | 3:1 (H)  | 0:2 (A)   |
| CAF Champions League 2016  | Qualifikation  | Racing Micomeseng Bata       | 5:1 (H)  | 4:0 (A)   |
|                            | 1. Runde       | Al Ahly Cairo                | 0:0 (H)  | 0:2 (A)   |
| CAF Confederation Cup 2017 | 1. Runde       | Ngezi Platinum FC            | 2:1 (H)  | 0:0 (A)   |
|                            | Play-off-Runde | CNaPS Sport Miarinarivo      | 1:1 (A)  | 0:0 (H)   |
|                            | Gruppe C       | Al-Hilal Al-Ubayyid          | 1:0 (H)  | 0:2 (A)   |
|                            | Gruppe C       | Smouha SC Alexandria         | 0:2 (A)  | 0:0 (H)   |
|                            | Gruppe C       | ZESCO United Ndola           | 0:1 (A)  | 3:0 (H)   |

|              | Spiele | Siege | Remis | Verl. | Tore  |
| Gesamtbilanz | 38     | 17    | 10    | 11    | 60:41 |
| ------------ | ------ | ----- | ----- | ----- | ----- |

## Erfolge

### Fußball
- Angolanische Meisterschaft
  - Meister: 2011, 2012, 2014

- Angolanischer Pokal
  - Finalist: 2008

- Angolanischer Supercup
  - Sieger: 2015, 2016
  - Finalist: 2012, 2013

## National
- Angolanische Meisterschaft
  - Meister: 2012, 2014, 2017
  - Vizemeister: 2010, 2011, 2013, 2015, 2016

- Angolanischer Pokal
  - Sieger: 2010, 2011, 2015, 2016, 2017
  - Finalist: 2013

- Angolanischer Supercup (Supertaça de Angola)
  - Sieger: 2011

## International
- FIBA Africa Basketball League
  - Sieger: 2014
  - Finalist: 2015, 2016

- Supertaça Luso-Angolana
  - Zweiter